# Cycloptilum tardum
Cycloptilum tardum är en insektsart som beskrevs av Love och T.J. Walker 1979. Cycloptilum tardum ingår i släktet Cycloptilum och familjen Mogoplistidae. Inga underarter finns listade i Catalogue of Life.